# Panchlora nivea
Panchlora nivea, Barata Cubana, Barata-Banana ou Barata verde,é uma pequena espécie de barata encontrada primariamente em Cuba e no Caribe e ao longo da costa do Golfo da Flórida ao Texas, e foi observada no extremo norte de Summerville, na Carolina do Sul. É encontrada em climas subtropicais ou tropicais, e também pode ser encontrada na América do Sul com menos frequência.
As fêmeas podem crescer até 24 mm e os machos menores têm 12 a 15 mm de comprimento. É alado e forte, de cor verde pálido a verde amarelado, com uma linha amarela subindo pelas laterais. As ninfas são marrons ou pretas e são escavadoras.
Geralmente é uma espécie que vive ao ar livre e raramente é encontrada em ambientes fechados, portanto, não é considerada uma praga. Os adultos geralmente podem ser encontrados em arbustos, árvores e plantas. Os jovens podem ser encontrados sob troncos e outros detritos. Muitas vezes é atraída por luzes internas e externas e é principalmente uma espécie noturna.
É frequentemente uma barata de estimação popular devido à sua cor verde relativamente agradável e porque não é uma espécie invasora. Ele também é usado como alimento para outros animais de estimação.
A ooteca (caixa do ovo) tem 3–4 mm de comprimento, é curva e possui reentrâncias que mostram onde os ovos estão localizados. Um estudo descobriu que eles continham 28 a 60 ovos (média 46). A ooteca é carregada internamente pela fêmea até a eclosão dos ovos. A 24 °C, os ovos eclodem em cerca de 48 dias, após os quais as ninfas machos amadurecem em cerca de 144 dias e as ninfas fêmeas em cerca de 181 dias.